# Archaïsme
En linguistique, le terme archaïsme (du grec ancien : ἀρχαϊσμός (archaïsmós) < ἀρχαῖος (archaîos) « ancien ») désigne un fait de langue vieilli, sorti de l’usage commun ou en voie de disparition dans celui-ci, mais encore présent dans certaines variétés de langue. La qualité d’archaïsme s’établit en synchronie, c’est-à-dire par rapport à l’état de la langue commune à un certain moment de son histoire,,,.
Le terme a aussi un sens plus restreint, dans lequel est également un archaïsme un fait de langue qui est une exception dans la langue actuelle, mais qui dans une période antérieure de la langue ne l’était pas. Tel est, par exemple, en hongrois, l’emploi en tant que prédicat verbal d’un nom utilisé sans suffixe formateur de verbes : Minden reggel fagy « Il gèle tous les matins ».

## Types d’archaïsmes
On peut classifier les archaïsmes de plusieurs points de vue.

### Selon l’aspect de la langue
On trouve des archaïsmes dans tous les aspects de la langue. Ainsi, il y a des archaïsmes :
- phonétiques, consistant en un son ou un groupe de sons différents par rapport à la variante actuelle d’un mot[3] :

(fr) mol vs mou : Quand le fruit est un peu mol (Henri de Montherlant) ;
(ro) hitlean vs viclean « rusé » ;
(ru) пиит (piit) vs поэт (poet) « poète » ;
(hu) kokas vs kakas « coq » ;
- morphologiques :

(fr) le plus-que-parfait du subjonctif en fonction de conditionnel passé : S’il eût accepté cette proposition de loi, il eût déclenché des réactions violentes vs S’il avait accepté cette proposition de loi, il aurait déclenché des réactions violentes ;
(ro) pluriel en -e de certains noms féminins, ex. inime vs inimi ;
(hu) les désinences au conditionnel présent, ex. adnók vs adnánk « nous donnerions » ;
- syntaxiques :

(fr) l’ordre des mots complément d’objet direct + infinitif vs infinitif + COD : sans coup férir vs sans dire un mot ;
(ro) le complément du nom au cas datif sans préposition exprimant le possesseur vs CN au génitif : stăpân vieții mele vs stăpân al vieții mele « maître de ma vie » ;
(hu) emploi d’un nom en tant que verbe sans suffixe formateur de verbes : Minden reggel fagy « Il gèle tous les matins » ;
- graphiques :

(fr) faulx vs faux, poëte vs poète ;
(hu) ts vs cs (prononcé « tch »), ex. Rajtad mindent tsókolnék littéralement « J’embrasserais tout sur toi » (Sándor Weöres) ;
- lexicaux, à leur tour de plusieurs types.

Certains mots sont sortis de l’usage commun en même temps que la réalité qu’ils désignaient. Certains linguistes les appellent « archaïsmes historiques », d’autres – « archaïsmes notionnels » :
(fr) haut-de-chausses (partie du vêtement masculin allant de la ceinture aux genoux) ;
(ro) pârcălab (gouverneur militaire d’une cité, d’une contrée) ;
(en) hansom (type de voiture à cheval au XIXe siècle);
(ru) кафтан (kaftan) « caftan » ;
(hu) dézsma « dîme ».
Il y a aussi des archaïsmes lexicaux qui désignaient des réalités actuelles, mais sont remplacés par d’autres mots. Exemples :
(fr) moult vs beaucoup de ;
(ro) chezaș vs garant « garant » ;
(en) comradery vs companionship « camaraderie » ;
(ru) сполох (spolokh) vs тревога (trevoga) « alerte » ;
(hu) kaszab vs mészáros « boucher » (nom).
D’autres mots sont des archaïsmes sémantiques, c’est-à-dire ayant désigné autre chose que dans la langue actuelle :
(fr) génie – autrefois « disposition naturelle » ;
(ro) rost – autrefois « bouche », actuellement « but, raison (de faire) » ;
(ru) позор (pozor) – autrefois « spectacle, chose à voir », actuellement « infamie » ;
(hu) marha – autrefois « bien (possédé) », actuellement « bestiau ».
Certains auteurs délimitent également une catégorie d’archaïsmes lexicaux devenus tels par changement d’un affixe de dérivation : (ru) дружество (droujestvo) → дружба (droujba) « amitié », рыбарь (rybar) → рыбак (rybak) « pêcheur » :
D’autres auteurs prennent en compte une catégorie d’archaïsmes qu’ils appellent « de forme », résultant de modifications phonétiques autres que le remplacement de sons. En hongrois il y en a par :
- syncope : győzedelem vs győzelem « victoire » ;
- apocope: pediglen vs pedig « et pourtant » ;
- métathèse: pök vs köp « il/elle crache ».

### Selon le degré de leur vieillissement et connaissance
De ce point de vue il y a deux catégories d’archaïsmes sans limites précises entre elles :
- Certains sont tellement vieux que les locuteurs qui possèdent tout au plus le registre courant ne les connaissent pas, et leur compréhension ne leur est possible que par des explications. Tels sont, par exemple, les archaïsmes notionnels datant d’époques historiques très anciennes.
- Il y a aussi des archaïsmes que les locuteurs connaissent mais les utilisent très peu ou pas du tout ; ils restent dans leur vocabulaire passif. Il en existe des anciens mais aussi des relativement récents, comme dans les langues des pays de l’Europe de l’Est après les changements de régime politique de 1990, par exemple (hu) téesz « coopérative de production »[17] ou tanácselnök « président du conseil »[18],[15].

Ces derniers exemples illustrent le fait que certains archaïsmes deviennent tels à la suite de changements socio-politiques. Pour des raisons semblables, des archaïsmes perdent cette qualité en revenant dans le vocabulaire actif.
Par exemple, à l’époque de l’État indépendant de Croatie (1941-1945), dans le standard croate on a remplacé par des néologismes des mots qui se trouvaient dans le standard serbe aussi, mais à l’époque de la Yougoslavie communiste, ces néologismes ont été éliminés, pour être réintroduits après que la Croatie est devenue indépendante (1991). Par exemple, officiellement on emploie le mot vojarna « caserne » à la place de kasarna ou časnik « officier » à la place de oficir.
En hongrois actuel aussi il y a des mots revenus dans le vocabulaire actif, comme dans la terminologie de la sociologie (ex. középosztály « classe moyenne ») ou dans celle de l’économie, ex. piacgazdaság « économie de marché ».

### Selon les usagers de la langue qui les emploient
L’emploi des archaïsmes est limitée à certaines catégories d’usagers de la langue.
Certains archaïsmes sont utilisés par des gens âgés. Un exemple français est le mot réacteur, employé pendant la Commune de Paris par Charles Delescluze. Il paraissait vieilli aux jeunes révolutionnaires, qui n’utilisaient pour leur compte que le mot réactionnaire. Ce mot s’est imposé finalement et réacteur est devenu un archaïsme avec le sens « réactionnaire ».
D’autres archaïsmes le sont par rapport au registre courant de la variété standard de la langue, étant donc présents dans d’autres variétés sans la qualité d’archaïsmes.
Des archaïsmes se conservent dans certaines variétés régionales. Dans ce sens, certains auteurs parlent de « dialectes archaïsants » en opposition avec des « dialectes novateurs ». Plus une variété régionale est isolée, mieux elle garde les archaïsmes. Il y a des archaïsmes dans tous les aspects des dialectes :
- phonétiques :

(ro) văz dans les parlers de Munténie vs văd ;
(hu) ösmer vs ismer « il/elle connaît » ;
- morphologiques :

(fr) un horloge (masculin) à Rouen vs une horloge (féminin) ;
(hu) les formes verbales de passé íra, írt vala, írt volt dans le dialecte du Pays de Călata, en Roumanie, vs írt, la seule forme de passé dans le standard hongrois ;
- syntaxiques :

(fr) aller à messe (sans article) en Wallonie (et parfois au Québec) vs aller à la messe (avec article défini) ;
(ro) S-o dus a ara (construction infinitive dans les parlers du Maramureș et de l'Oaș) vs S-a dus să are (construction avec le subjonctif) « Il est allé labourer » ;
- lexicaux :

(fr) souper en Suisse, en Belgique, au Québec, etc. vs dîner ;
(ro) arină dans les parlers de l’ouest vs nisip « sable » ;
(hu) aszú vs száraz « sec ».
Il y a des archaïsmes dans certains langages de spécialité aussi. Tels sont en français une espace (fém.) dans le langage de la typographie vs un espace (masc.), ou icelui vs celui-ci dans le langage juridique.

### Selon le caractère involontaire ou volontaire de l’emploi
Les archaïsmes régionaux ne sont pas des archaïsmes dans l’esprit des locuteurs des variétés régionales qui ne connaissent pas la variété standard, ou qui la connaissent, mais ne savent pas au sujet de tel ou tel fait de langue qu’il n’est pas standard.
Certains mots sont des archaïsmes quand ils sont isolés mais font partie de locutions qui ne le sont pas, utilisées spontanément. Tels sont :
(fr) férir « frapper » dans sans coup férir « sans avoir à combattre, sans rencontrer de résistance » ;
(ro) brâncă « main » dans a da în brânci « se tuer au travail » (littéralement « tomber sur les mains ») ;
(ru) воздыхание (vozdykhaniye) « soupir » dans ни гласа ни воздыхания (ni glasa ni vozdykhaniya) « un silence de mort » (litt. « pas un son, pas un soupir ») ;
(hu) szer « ordre, rang » dans se szeri, se száma « il y a une multitude de » (litt. « ni rang, nombre »).
On emploie volontairement les archaïsmes dans des langages de spécialité, comme les français cités plus haut. Dans cette catégorie sont à inclure les archaïsmes historiques utilisés dans les ouvrages d’histoire,.
Une place à part revient aux archaïsmes sciemment utilisés dans un but stylistique, pour évoquer des époques révolues, surtout dans des œuvres littéraires, comme les romans historiques. Ces unités lexicales font elles aussi partie de l’ensemble des écarts entre la langue standard et l’expression littéraire. Exemples :
(fr) Au moment même qu’il naissait, le feu prit à la maison. Dans le remue-ménage, on renversa sur l’enfaçon (« petit enfant ») un pot de crème ;
(ro) În fața lor muții și hadâmbii au adus îndată pe mireasă acoperită cu hobot « Devant eux, les muets et les eunuques amenèrent aussitôt la mariée couverte de son voile » (Mihail Sadoveanu).
Il y a des archaïsmes à valeur stylistique non seulement dans la littérature, mais aussi dans le registre soutenu du français, employés avec une intention ironique ou badine, ex. moult « beaucoup de », occire « tuer ».
Certains archaïsmes sont employés aussi bien involontairement dans des variétés régionales, ex. (fr) avant que de dans les campagnes de l’Île-de-France et de l’Orléanais, que sciemment par des écrivains, pour imiter des classiques. De même, des écrivains recourent à des archaïsmes conservés dans les variétés régionales pour donner de la couleur locale à des œuvres dont l’action a lieu dans les régions en cause.

## Sources bibliographiques
- (ro) Bidu-Vrănceanu, Angela et al., Dicționar general de științe. Științe ale limbii [« Dictionnaire général des sciences. Sciences de la langue »], Bucarest, Editura științifică, 1997 (ISBN 973-440229-3, lire en ligne)
- (hu) Bokor, József, « Szókészlettan », dans A. Jászó, Anna (dir.), A magyar nyelv könyve [« Le livre de la langue hongroise »], Budapest, Trezor, 2007, 8e éd. (ISBN 978-963-8144-19-5, lire en ligne), p. 164-196
- (ro) Constantinescu-Dobridor, Gheorghe, Dicționar de termeni lingvistici [« Dictionnaire de termes linguistiques »] (DTL), Bucarest, Teora, 1998 (sur Dexonline.ro)
- (en) Crystal, David, A Dictionary of Linguistics and Phonetics [« Dictionnaire de linguistique et de phonétique »], Blackwell Publishing, 2008, 4e éd. (ISBN 978-1-4051-5296-9, lire en ligne [PDF])
- Dubois, Jean et al., Dictionnaire de linguistique, Paris, Larousse-Bordas/VUEF, 2002
- (en) Grčević, Mario, « Some remarks on recent lexical changes in the Croatian language », dans Lučić, Radovan (dir.), Lexical Norm and National Language. Lexicography and Language Policy in South-Slavic Languages after 1989 [« Norme lexicale et langue nationale. Lexicographie et politique linguistique des langues slaves du sud après 1989 »], Munich, Otto Sagner, 2002 (DOI 10.2307/3220139, lire en ligne [PDF]), p. 150-163
- Grevisse, Maurice et Goosse, André, Le bon usage, Bruxelles, De Boeck Université, 2007, 14e éd. (ISBN 978-2-8011-1404-9)
- Kalmbach, Jean-Michel, La grammaire du français langue étrangère pour étudiants finnophones (version 1.1.4.), Jyväskylä (Finlande), Université de Jyväskylä, 2013 (ISBN 978-951-39-4260-1, lire en ligne)
- (hu) Király, Lajos, « A mai magyar nyelvjárások », dans A. Jászó, Anna (dir.), A magyar nyelv könyve [« Le livre de la langue hongroise »], Budapest, Trezor, 2007, 8e éd. (ISBN 978-963-8144-19-5, lire en ligne), p. 641-686
- (hu) Nádasdy, Ádám, « Az archaizmus » [« L’archaïsme »], Magyar Narancs,‎ 8 janvier 2004 (lire en ligne, consulté le 24 mai 2020)
- (ro) Sala, Marius (dir.), Enciclopedia limbilor romanice [« Encyclopédie des langues romanes »], Bucarest, Editura Științifică și Enciclopedică, 1989
- (hu) Szathmári, István (dir.), Alakzatlexikon. A retorikai és stilisztikai alakzatok kézikönyve [« Lexicon des figures. Guide des figures rhétoriques et stylistiques »], Budapest, Tinta, 2008
- (ru) Yartseva, V. N. (dir.), Лингвистический энциклопедический словарь [« Dictionnaire encyclopédique de linguistique »], Moscou, Sovietskaïa Entsiklopedia,‎ 1990 (lire en ligne)
- Zumthor, Paul, « Introduction aux problèmes de l’archaïsme », Cahiers de l’Association internationale des études françaises, no 19,‎ 1967, p. 11-26 (sur Persée, consulté le 24 mai 2020)